# Kesselwandferner
Der Kesselwandferner ist ein Gletscher in den Ötztaler Alpen in Tirol und erstreckt sich über eine  Fläche von ca. 3,66 km², die Länge beträgt ca. 3,8 Kilometer (Stand 2010). Entgegen der allgemeinen Tendenz der Gletscherschmelze gab es in den Jahren nach 1971 einen Vorstoß, also eine Größenzunahme des Gletschers. Etwa ab 1987 schmolz er allerdings wieder ab.

## Lage und Form

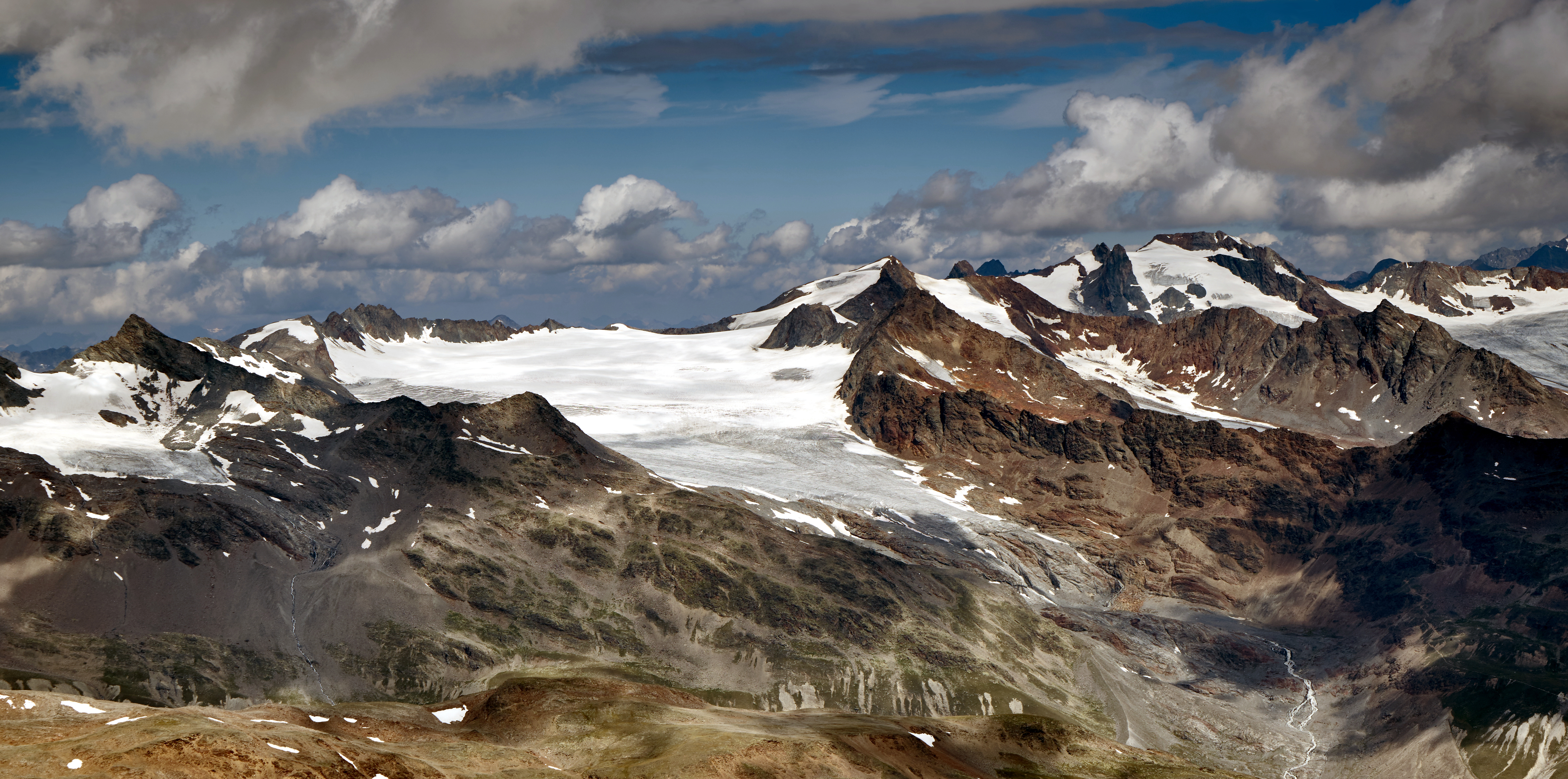
Kesselwandferner und umgebende Berge gesehen von der Fineilspitze

Der Kesselwandferner liegt wenig nördlich des Alpenhauptkamms oberhalb des  Rofentals,  einer Verlängerung des Venter Tals, das wiederum ein Seitental des Ötztals ist. Der höchste Punkt des Gletschers liegt beim 3497 m hohen Fluchtkogel, das Zungenende lag 2010 bei ca. 2700 m.
Das gänzlich von Eis bedeckte Kesselwandjoch bildet die Grenze von Kesselwandferner und  Gepatschferner und bildet somit eine Gletscherscheide. Beim Kesselwandferner handelt es sich um einen alpinen Talgletscher.